# Eubasilissa sinensis
Eubasilissa sinensis is een schietmot uit de familie Phryganeidae. De soort komt voor in het Oriëntaals gebied.